# Cantón de Saint-Joseph-1
El cantón de Saint-Joseph-1 era una división administrativa francesa, que estaba situada en el departamento de La Reunión y la región de La Reunión.

## Composición
El cantón estaba formado por una fracción de la comuna que le daba su nombre:
- Saint-Joseph (fracción)

## Supresión del cantón de Saint-Joseph-1
En aplicación del Decreto n.º 2014-236 de 24 de febrero de 2014, el cantón de Saint-Joseph-1 fue suprimido el 22 de marzo de 2015 y su fracción de comuna pasó a formar parte del nuevo cantón de Saint-Joseph.